# 穆尔茹
穆尔茹（法語：Mourjou，法語發音：[muʁʒu]）是法国康塔尔省的一个旧市镇，属于欧里亚克区。2019年，穆尔茹与市镇卡尔维内合并为新市镇皮卡佩勒。

## 地理
穆尔茹（44°41'26"N, 2°19'46"E）面积29.99 平方千米，位于法国奥弗涅-罗讷-阿尔卑斯大区康塔爾省，该省份为法国中南部省份，位于法國中央高原中心，北起科雷兹省、上盧瓦爾省和多姆山省，西接洛特省和科雷兹省，南至阿韦龙省和洛特省，东临上盧瓦爾省和洛泽尔省。
与穆尔茹接壤的市镇（或旧市镇、城区）包括：圣桑坦、卡尔维内、卡萨尼尤兹、富尔努莱斯、莱纳克、圣安托万、圣康斯坦、大瓦布尔、圣康斯坦-富尔努莱斯。

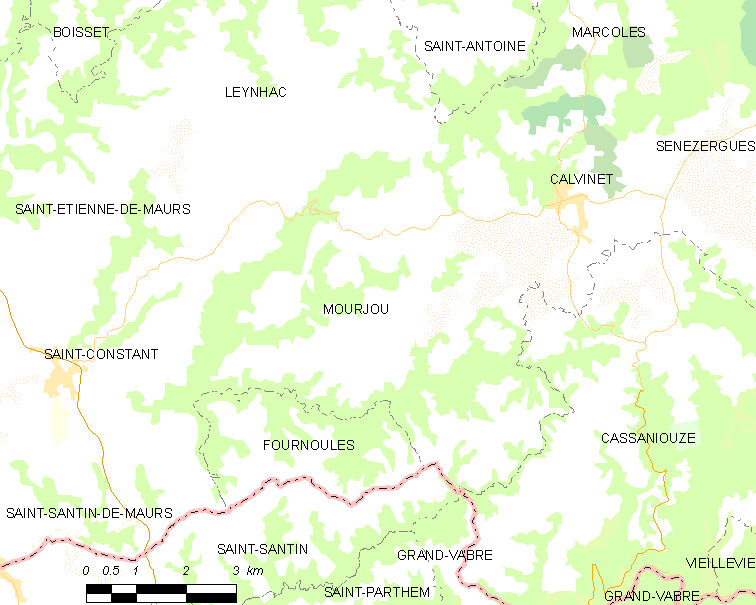
穆尔茹的OSM定位图

穆尔茹的时区为UTC+01:00、UTC+02:00（夏令时）。

## 行政
穆尔茹的邮政编码为15340，INSEE市镇编码为15136。

## 政治
穆尔茹所属的省级选区为莫尔斯县。

## 人口

1962-2008年间穆尔茹人口变化图示

穆尔茹于2018年1月1日时的人口数量为316人。